# Mickey Evans
Michael James Evans detto Mickey (Plymouth, 1º gennaio 1973) è un ex calciatore irlandese, di ruolo attaccante.

## Carriera

### Club
La sua figura è particolarmente legata al Plymouth Argyle in cui militò per circa 11 anni.
L'anno più proficuo della sua carriera fu senz'altro il 1997: si trasferì per 750.000 sterline al Southampton e nel mese di aprile venne nominato FA Premier League Player of the Month.

### Nazionale
L'11 ottobre 1997 ottenne il suo unico gettone in Nazionale nella sfida pareggiata in casa per 1-1 contro la Romania.

## Palmarès

### Individuale
- FA Premier League Player of the Month: 1

Aprile 1996-97

## Statistiche

### Cronologia presenze e reti in nazionale
| Cronologia completa delle presenze e delle reti in nazionale ― Irlanda | Cronologia completa delle presenze e delle reti in nazionale ― Irlanda | Cronologia completa delle presenze e delle reti in nazionale ― Irlanda | Cronologia completa delle presenze e delle reti in nazionale ― Irlanda | Cronologia completa delle presenze e delle reti in nazionale ― Irlanda | Cronologia completa delle presenze e delle reti in nazionale ― Irlanda | Cronologia completa delle presenze e delle reti in nazionale ― Irlanda | Cronologia completa delle presenze e delle reti in nazionale ― Irlanda |
| Data                                                                   | Città                                                                  | In casa                                                                | Risultato                                                              | Ospiti                                                                 | Competizione                                                           | Reti                                                                   | Note                                                                   |
| ---------------------------------------------------------------------- | ---------------------------------------------------------------------- | ---------------------------------------------------------------------- | ---------------------------------------------------------------------- | ---------------------------------------------------------------------- | ---------------------------------------------------------------------- | ---------------------------------------------------------------------- | ---------------------------------------------------------------------- |
| 11-10-1997                                                             | Dublino                                                                | Irlanda                                                                | 1 – 1                                                                  | Romania                                                                | Qual. Mondiali 1998                                                    | -                                                                      | 85’                                                                    |
| Totale                                                                 |                                                                        | Presenze                                                               | 1                                                                      |                                                                        | Reti                                                                   | 0                                                                      |                                                                        |